# 王佐 (洪武進士)
王佐（1337年—？），字彥舉，廣東南海人，元末明初文人，南園五先生之一。
家世本河東（今山西永濟蒲州），元末侍父宦南雄，後遂占籍南海。會何真開署求士，與孫蕡首被禮聘。洪武六年（1373年），部使者薦于朝，征至京師，拜給事中。論思補闕，恒稱上意。時宋濂爲學士承旨，上賜黃馬為歌，令詞臣和之。佐有「臣騎黃馬當赤心」之句，上極賞之。上游幸，或遇會心處，多命之賦詩。王佐性不樂樞要，居官二載，即乞骸骨歸，得其善終。著有《聽雨集》、《瀛洲集》，均已佚。《明史》卷二八五、明黃佐《廣州人物傳》卷一二有傳。
王佐與孫蕡齊名，結詩社于南園，開抗風軒以延一時名士，與趙介、孫蕡、黃哲、李德合稱「南園五先生」。時謂構辭敏捷，王不如孫；句意沉著，孫不如王。